# Adesmia ovallensis
Adesmia ovallensis es una especie de planta floral del género Adesmia, categorizada en la tribu Dalbergieae, de la familia Fabaceae.

## Distribución
Especie nativa de Chile. Crece en el bioma subtropical.

## Taxonomía
Fue descrita por Ulibarri y publicada en Novon 17: 263 (2007).